# Copa de Mayotte
La Copa de Mayotte es el torneo de copa de fútbol a nivel de clubes más importante de Mayotte, el cual fue creado en el año 1977.

## Historia
El torneo fue creado en el año 1977, con lo que es el torneo de fútbol a nivel de clubes más viejo de Mayotte, en el cual participan los equipos que sean, ya que es un torneo de categoría abierta.

## Palmarés
- Palmarés por edición
| Temporada | Campeón                | Resultado          | Finalista                |
| --------- | ---------------------- | ------------------ | ------------------------ |
| 1977      | Etoile Polaire         | venció a           | Olympic de Pamandzi      |
| 1980      | AS Sada                | 2 - 1              | FC Mtsapéré              |
| 1981      | FC Mtsapéré            | 2 - 1              | Avenir de Labattoir      |
| 1982      | AJ Kani-Kéli           | 2 - 0              | FC Passamainty           |
| 1983      | FC Mtsapéré            | 4 - 1              | Olymmpic de Pamandzi     |
| 1984      | FC Mtsapéré            | -                  |                          |
| 1985      | FC Mtsapéré            | 3 - 1              | Volcán                   |
| 1986      | Miracle du sud         | -                  |                          |
| 1987      | FC Mtsapéré            | 7 - 3              | AS Sada                  |
| 1988      | Ouragan Club Labattoir | 3 - 1              | FC Mtsapéré              |
| 1989      | Miracle du Sud         | -                  |                          |
| 1990      | AS Comète Labattoir    | -                  |                          |
| 1991      | FC Mtsapéré            | 4 - 3              | AS Sada                  |
| 1992      | Ouragan Club Labattoir | -                  |                          |
| 1993      | FC Mtsapéré            | 1 - 0              | Chembényoumba            |
| 1994      | AS Rosador             | -                  |                          |
| 1995      | FC Mtsapéré            | 1 - 0              | AS Rosador               |
| 1996      | AS Sada                | -                  |                          |
| 1997      | FC Mtsapéré            | 2 - 1              | AS Rosador               |
| 1998      | AS Rosador             | -                  | FC Kani-Bé               |
| 1999      | AS Jumeaux             | -                  |                          |
| 2000      | FC Kani-Bé             | -                  | Miracle du Sud           |
| 2001      | FCO Tsingoni           | -                  | AS Rosador               |
| 2002      | FC Passamaïnty         | 2 - 0              | Étoile de Pamandzi       |
| 2003      | Pamandzi SC            | -                  | FCO Tsingoni             |
| 2004      | Papillon Bleu          | -                  |                          |
| 2005      | Étincelles Hamjago     | 3 - 1              | Bandrélé Foot            |
| 2006      | UCS Sada               | 2 - 0              | FCO Tsingoni             |
| 2007      | Étincelles Hamjago     | 1 - 0              | FCO Tsingoni             |
| 2008      | FC Labattoir           | 2 - 0              | FC Passamainty           |
| 2009      | AS Rosador             | 0 - 0 (6 - 5 pen.) | FC Mtsapéré              |
| 2010      | US Ouangani            | 4 - 0              | Diables Noirs de Combani |
| 2011      | Final anulada          | Final anulada      | Final anulada            |
| 2012      | AS Neige               | 1 - 1 (4 - 2 pen.) | ASC Abeilles             |
| 2013      | Miracle du sud         | 0 - 0 (5 - 4 pen.) | AS Jumeaux               |
| 2014      | AS Jumeaux             | 4 - 1              | VCO Vahibé               |
| 2015      | Olympique de Miréréni  | 0 - 0 (5 - 4 pen.) | FC Labattoir             |
| 2016      | UCS Sada               | 3 - 0              | ASJ Handréma             |
| 2017      | FC Mtsapéré            | 1 - 0              | Foudre 2000 de Dzoumogné |
| 2018      | FC Labattoir           | 2 - 1              | Foudre 2000 de Dzoumogné |
| 2019      | FC Mtsapéré            | 2 - 0              | Diables Noirs de Combani |

## Títulos por club
- Palmarés por club
| Clubes                | Títulos (años campeón)                                                |
| --------------------- | --------------------------------------------------------------------- |
| FC Mtsapéré           | 11 (1981, 1983, 1984, 1985, 1987, 1991, 1993, 1995, 1997, 2017, 2019) |
| Miracle du Sud        | 3 (1986, 1989, 2017)                                                  |
| AS Rosador            | 3 (1994, 1998, 2009)                                                  |
| Ouragan Club Ouangani | 2 (1988, 1992)                                                        |
| AS Sada               | 2 (1980, 1996)                                                        |
| AS Jumeaux            | 2 (1999, 2014)                                                        |
| UCS Sada              | 2 (2006, 2016)                                                        |
| FC Labattoir          | 2 (2002, 2018)                                                        |
| AJ Kani-Kéli          | 1 (1982)                                                              |
| AS Comète Labattoir   | 1 (1990)                                                              |
| FC Kani-Bé            | 1 (2000)                                                              |
| FCO Tsingoni          | 1 (2001)                                                              |
| FC Passamainty        | 1 (2002)                                                              |
| Pamandzi SC           | 1 (2004)                                                              |
| Papillon Bleu         | 1 (2008)                                                              |
| US Ouangani           | 1 (2010)                                                              |
| AS Neige              | 1 (2012)                                                              |
| Olympique de Miréréni | 1 (2015)                                                              |